# Villa Aldama (Tabasco)
Villa Aldama, también conocido como el pueblo de mil batallas, es una villa situada en el municipio de Comalcalco del estado de Tabasco, México.

## Comercio
La principal actividad es la agricultura. Hay plantaciones de cacao y coco. La distancia a la cabecera municipal es de 15 km y su población es de 5482 habitantes.

## Fiestas y tradiciones
- 2 de febrero: Fiesta patronal de la Candelaria.
- 15 al 21 de Abril: Feria del pueblo en honor a los milagros de Dios a través de la Virgen de la Candelaria
- 18 de abril: Su tradicional Enrama.
- 21 de Abril: Homenaje Luctuoso del general Ignacio Gutiérrez Gómez quien falleció en la batalla de Aldama un 21 de abril de 1911, Clausura de Feria.

## Educación
En Villa Aldama existen tres primarias: Ignacio Gutiérrez Gómez, Fausto Méndez Jiménez y Carlos Pellicer cámara; dos Jardines de niños: Gonzalo Mendoza Zurita y Ovidio Decroly, una Secundaria General: Capitán Juan Aldama y un bachillerato Tecnológico, Centro de Bachillerato Tecnológico Agropecuario No. 199.